# Внутрішні Горгани

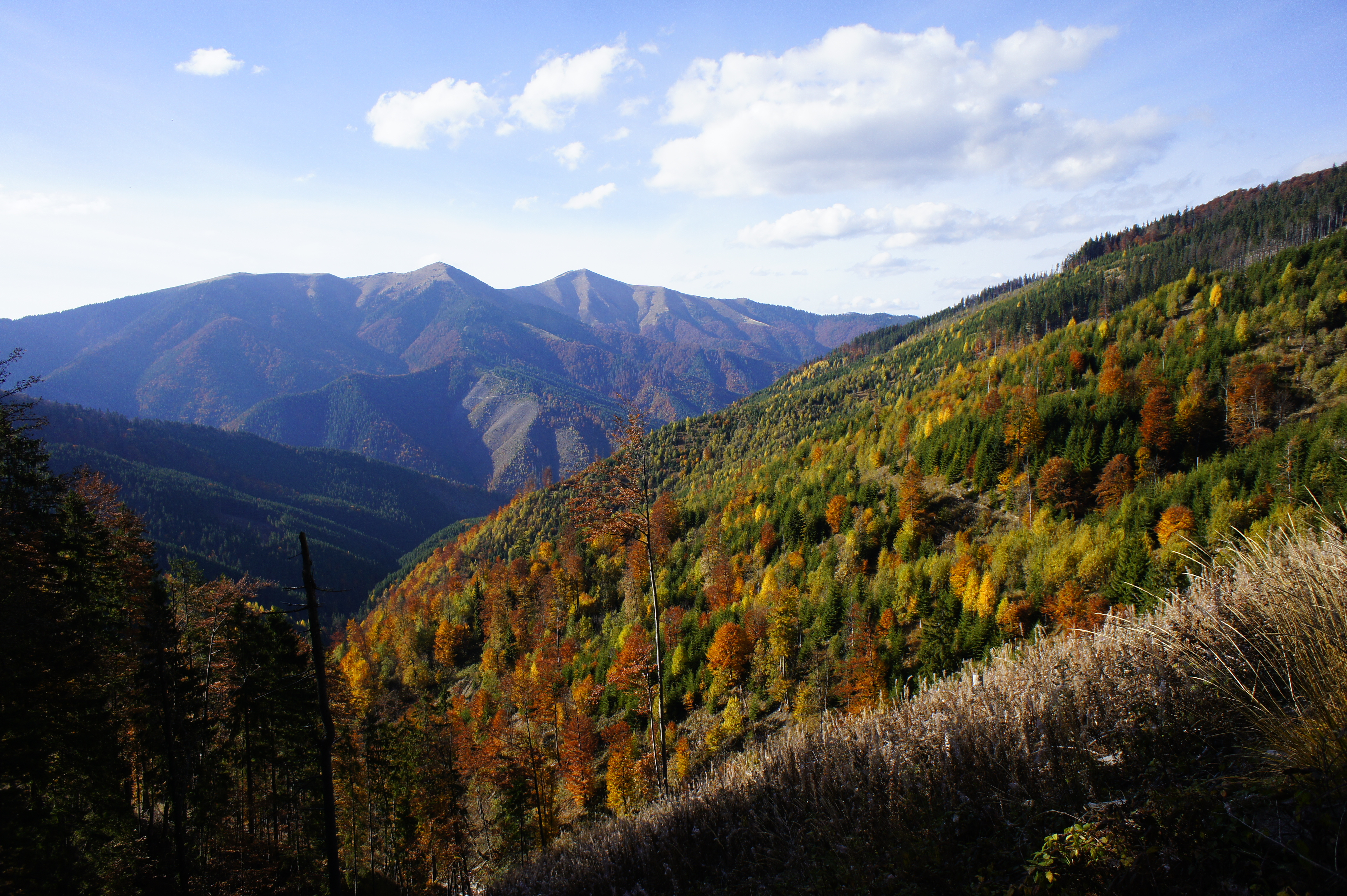
Стримба

Вну́трішні Горга́ни (Привододі́льні Горга́ни) — група середньовисоких гірських хребтів в Українських Карпатах, частина Горганів. 

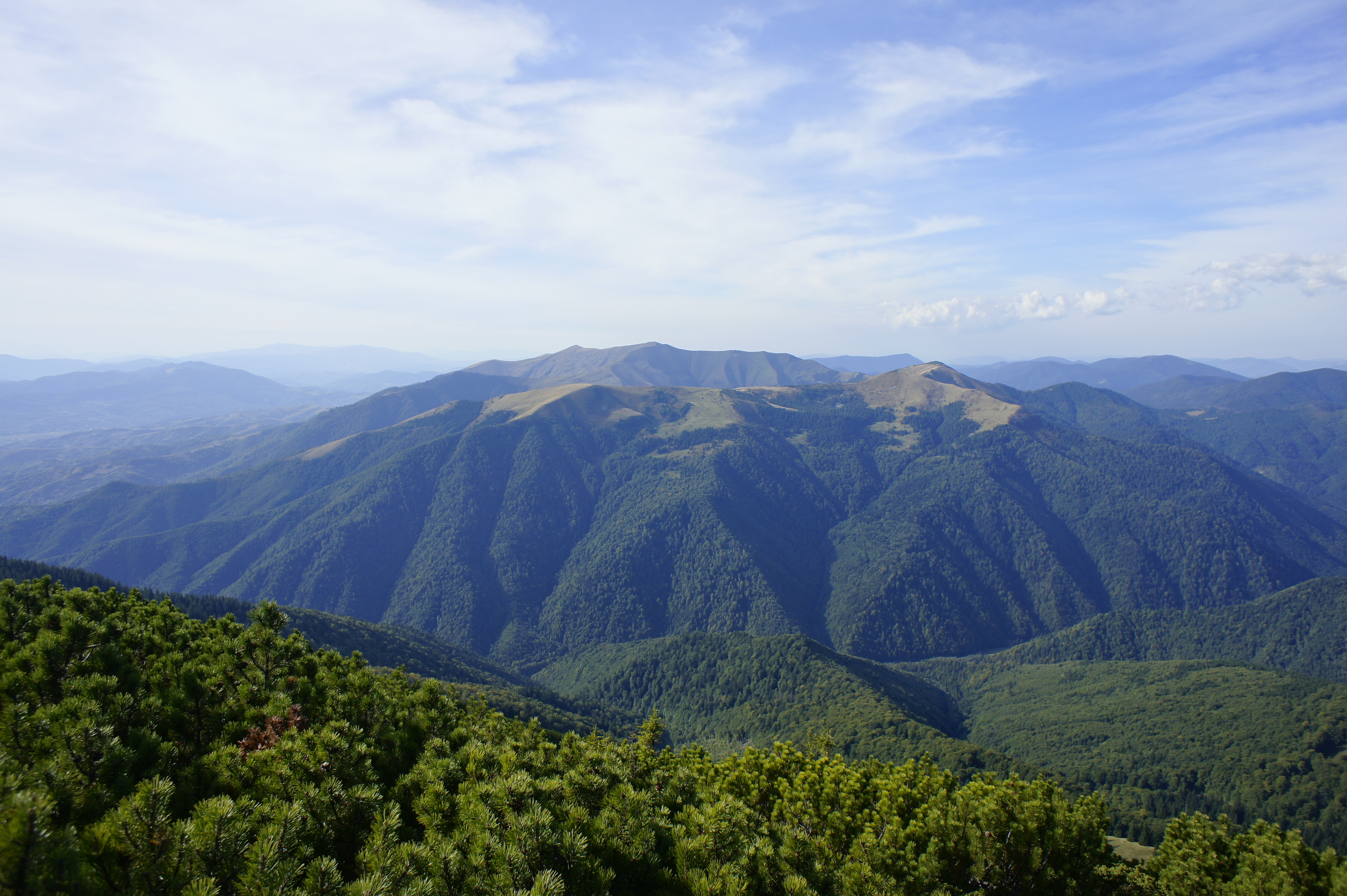
Негровець (хребет Пишконя)

Розташовані на півночі середньої частини Закарпатської області та в південно-західній частині Івано-Франківської області. 
Переважні висоти 1300—1500 м, максимальна — 1788 м. У північно-західній частині Привододільних Ґорґан — масивні хребти: Пішконя, Стримба, Передня та інші (вершини: Попадя — 1740 м, Негровець — 1707 м, Ясновець — 1600 м, Передня — 1598 м), розчленовані долинами річок Ріки, Тереблі, Тересви та їхніми притоками. У південно-східній частині — хребет Братківський (вершини: Братківська — 1788 м, Гропа — 1763 м, Чорна Клева — 1719 м), розчленований верхів'ями річок Чорної Тиси та Бистриці-Надвірнянської. Хребти Внутрішніх Горганів мають вузькі пасма й круті схили. У припасмовій частині — кам'яні осипища. Схили до висоти 1350 м. укриті переважно буково-ялиновими лісами, вище — чагарниковим криволіссям з сосни (жереп), трапляються невеликі ділянки гірських лук. 
Природоохоронні території: Національний парк «Синевир», Брадульський заказник та інші.